# Krenosmittia boreoalpina
Krenosmittia boreoalpina är en tvåvingeart som först beskrevs av Maurice Emile Marie Goetghebuer 1944.  Krenosmittia boreoalpina ingår i släktet Krenosmittia och familjen fjädermyggor. Enligt den finländska rödlistan är arten nära hotad i Finland. Arten är reproducerande i Sverige. Artens livsmiljö är källmiljöer. Inga underarter finns listade i Catalogue of Life.